# Orthrus bicolor
Orthrus bicolor là một loài nhện trong họ Salticidae.
Loài này thuộc chi Orthrus. Orthrus bicolor được Eugène Simon miêu tả năm 1900.